# Zbory Boże w Singapurze
Zbory Boże w Singapurze (ang. Assemblies of God of Singapore) – największa denominacja zielonoświątkowa w Singapurze, nie licząc niezależnych megakościołów. Według danych z 2018 roku liczy 22,5 tys. wiernych w 44 kościołach. Jest częścią ogólnoświatowej Wspólnoty Zborów Bożych.
21 marca 1977 roku Kościół założył Singapurski Instytut Biblijny.